# Neue Ethik
Die Neue Ethik ist eine Reformbewegung, wie sie für das Deutsche Kaiserreich um 1900 typisch war. Zu den maßgeblichen Vertreterinnen gehörten neben der Begründerin Helene Stöcker auch die Frauenrechtlerin Maria Lischnewska.
Die Neue Ethik beruft sich auf Friedrich Nietzsches Umwertung aller Werte. Überkommene Rangordnungen sollen verändert, philosophisch begründet und in einer öffentlichen Diskussion ausgehandelt werden.
Den höchsten Stellenwert sollte nach Ansicht der Vertreter die Liebe einnehmen, womit auch die christlichen Wurzeln der Bewegung deutlich werden, zumal die Initiatorin Helene Stöcker eine streng protestantische Erziehung erhalten hatte. Die Liebe in der Neuen Ethik sollte allerdings Geistiges und Körperliches integrieren. Das Geschlechtsleben sei, wie Maria Lischnewska ausführte, „unentbehrlich für die Gesundheit, Sittlichkeit und das Glück jedes Menschen“. Ein weiterer Ausgangspunkt der Neuen Ethik war das Problem der Frauen um 1900, Familie und Beruf zu vereinen und ein erfülltes Leben als Ehefrau und Mutter mit dem einer berufstätigen Frau zu verbinden. Dazu ist es nach den Prinzipien der Neuen Ethik nötig, dass die Beziehung zwischen Mann und Frau von den ökonomischen Fragen abgekoppelt wird. Konkret bedeutet das, dass Frauen alle Bildungswege offenstehen sollten, dass sie einen Beruf ihrer Wahl ergreifen sollten und als Mutter ein Mutterschaftsgeld erhalten. Die Neue Ethik war daher auch Ausdruck von und Forderung nach individueller Selbstverantwortung.
Die Aufwertung der körperlichen Liebe führte zu der Forderung, dass Sexualität jedem erwachsenen Menschen möglich sein sollte. Für die Zeit vor dem Ersten Weltkrieg war das insofern bemerkenswert, als viele Menschen als nicht ehefähig angesehen wurden, etwa Männer ohne einen festen Beruf, „gefallenen Mädchen“, aber auch zu jungen Erwachsenen wie etwa Studenten. Zwar betonten die Vertreterinnen der Neuen Ethik stets, dass sie keineswegs die Abschaffung der Ehe bezweckten. Doch sie plädierten dafür, dass die nichteheliche Lebensgemeinschaft der ehelichen gleichgestellt werden sollte.
Allerdings sahen sich die Protagonistinnen der Bewegung als Verfechter der Ehe, indem sie etwa die Prostitution und andere ökonomisch bedingte sexuelle Beziehungen überflüssig machten. Adele Schreiber notierte, es gehe darum: „Wie soll die Ehe gestaltet werden, damit die Möglichkeit vieler guter Ehen gegeben werde?“
Die Forderung nach dem Recht auf Abtreibung stand in engem Zusammenhang mit dem Einsatz für Eugenik und „für Hebung der Rasse“. Allerdings standen die Vertreterinnen der Neuen Ethik denkbar weit entfernt von dem nationalsozialistischen Gedankengut und deren mörderischen Ideenwelten. Sie wurden daher wie Stöcker heftig von den Nationalsozialisten verfolgt.
Das Organ des Bundes für Mutterschutz, die Neue Generation, bildete auch für die Neue Ethik eine Plattform, in der ihre Ideale propagiert werden konnten.
Die Neue Ethik war umstritten und wurde insbesondere von der konservativen Frauenbewegung abgelehnt.